# NXT TakeOver: XXX
L'édition XXX de NXT TakeOver est une manifestation de catch (lutte professionnelle) produite par la World Wrestling Entertainment (WWE), une fédération de catch (lutte professionnelle) américaine, qui est diffusée sur le WWE Network. Cet événement met en avant les membres de l’émission NXT et WWE NXT, le club-école de la WWE. L'événement s'est déroulé le 22 août 2020 au Winter Park dans la Comté d'Orange dans l'état de Floride aux États-Unis. Il s'agit du trentième événement de NXT TakeOver.

## Contexte
Les spectacles de la World Wrestling Entertainment (WWE) sont constitués de matchs aux résultats prédéterminés par les scénaristes de la WWE. Ces rencontres sont justifiées par des storylines – une rivalité avec un catcheur, la plupart du temps – ou par des qualifications survenues dans les shows de la WWE telles que Raw, SmackDown et NXT. Tous les catcheurs possèdent une gimmick, c'est-à-dire qu'ils incarnent un personnage gentil (Face) ou méchant (Heel), qui évolue au fil des rencontres. Un événement comme 30 est donc un événement tournant pour les différentes storylines en cours,.

## Tableau des matchs
| Ordre par numéros | Résultat | Stipulation(s)                                                                                                 | Temps |
| --- | --- | --- | ----- |
| 1P | Breezango (Tyler Breeze et Fandango) bat El Legado del Fantasma (Joaquin Wilde et Raul Mendoza), Oney Lorcan et Danny Burch | Triple Threat Tag Team match L'équipe masculine gagnante deviendra aspirante n°1 aux NXT Tag Team Championship | 6:52  |
| 2 | Finn Bálor bat Timothy Thatcher                                                                                             | Match simple                                                                                                   | 13:32 |
| 3 | Damian Priest bat Bronson Reed, Cameron Grimes, Johnny Gargano et The Velveteen Dream                                       | Ladder match pour le NXT North American Championship                                                           | 21:24 |
| 4 | Adam Cole bat Pat McAfee | Match simple                                                                                                   | 16:12 |
| 5 | Io Shirai (c) bat Dakota Kai (avec Raquel González)                                                                         | Match simple pour le NXT Women's Championship                                                                  | 17:13 |
| 6 | Karrion Kross (avec Scarlett) bat Keith Lee (c)                                                                             | Match simple pour le NXT Championship                                                                          | 21:51 |
| La lettre C placée entre parenthèses désigne la personne ou l’équipe championne en titre. P – indique que le match a eu lieu lors du pré-show | | |       |